# Boračeva
Boračeva – wieś w Słowenii, w gminie Radenci. W 2018 roku liczyła 412 mieszkańców.